# Rivermen de Peoria (SPHL)
Pour les articles homonymes, voir Rivermen de Peoria (homonymie).
Les Rivermen de Peoria sont une franchise professionnelle de hockey sur glace qui évolue dans la Southern Professional Hockey League depuis la saison 2013-2014.

## Entraîneurs
- Jean-Guy Trudel (depuis 2013)